# Железнодорожный транспорт в Швеции
Железнодорожный транспорт Швеции — сеть, состоящая из 13 000 км пути (18 230 км с учётом подъездных и станционных путей — 2009 год), из которых 9400 км электрифицированы. Постройка первой железнодорожной линии в Швеции началась в 1855 году. Главным оператором является государственная компания SJ AB, но есть и ряд других: Veolia Transport — пассажирские перевозки, Green Cargo — грузовые, Jernhusen — владеет несколькими станциями.

## История
Первая шведская железная дорога была открыта в 1849 в Фрюкста в Вермланде и использовала гужевую тягу.
В 1853 году Шведский парламент решил, что государство будет участвовать в строительстве главных железных линий и в 1856 годуоткрылось движение между Эребру и Нурой.
Железные дороги сильно влияли на развитие шведской промышленности. Первые две главные железные дороги простирались от Стокгольма до Мальмё на юге и к Гётеборгу на западе. Эти железные дороги линии были построены между 1860 и 1864 гг. Северная железная дорога протянулась параллельно Балтийскому побережью до Будена в северной Швеции, и была закончена в 1894. Внутренняя железная дорога тянется от Елливаре на севере к Кристинехамну в центре страны, через центральную часть северной Швеции, построена между 1908 и 1937 гг.
Постройка этих линий обеспечила быструю и безопасную связь от рудников на севере страны и остальной части Швеции. Она также стимулировала развитие бизнеса и туризма. Главные маршруты построены в Швеции между 1860 и 1930 гг.

## Главные линии
Имеется шесть главных линий, все — в собственности государства.
- Vastra stambanan (Западная главная линия), 453 км, Стокгольм — Гётеборг через Катринехольм — Халльсберг — Лаксо — Фальчёпинг.
- Sodra stambanan (Южная главная линия), 381 км, Мальмё — Фальчёпинг через Несшё — Йёнчёпинг.
- Ostra stambanan (Восточная главная линия), 216 км, Несшё — Катринехольм через Мьёльбю — Линчёпинг — Норрчёпинг.
- Norra stambanan (Северная главная линия), 484 км, Стокгольм — Онге через Уппсала — Авеста.
- Stambanan genom (Главная линия через Норрланд), 629 км, Брекке — Буден через Лонгселе — Веннес.
- Nordvastra stambanan (северо-западная главная линия), 209 км, Лаксо — норвежская граница через Карлстад — Чиль — Шарлоттенберг.

Сегодня изменено количество главных линий, северо-западную главную линию не считают главной линией и она переименована в Varmlandsbanan. Южная линия между Несшё и Фальчёпинг упразднена и считается частью Восточной главной линии. Норрландская - теперь региональная железная дорога. И северная главная линия к югу от Оккельбу теперь проходит по другому, более короткому, пути.
- Общая длина: 12 821 км (включая 3594 км частных железных дорог).
- Стандартная колея: 12 821 км 1435 мм (4 фута 8+1/2 в), (7918 км электрифицированный и 1152 км двухпутных участков (1998)
- Узкая колея: 221 км 891 мм (2 фута 11,1 в) (2001).

## Операторы
Монополия государственного железнодорожного оператора была ограничена. Главные национальные пассажирские оператор SJ AB и грузовой Green Cargo, полностью принадлежат государству. Частная компания Tagkompaniet расположена в центральной Швеции, также имеется много региональных компаний. Трамваи используются в Гётеборге, Норрчёпинге и Стокгольме. Есть метро в Стокгольме.
SJ имеет монополию по управлению поездами X2000 и некоторыми другими. Главы округов подписывают контракты с оператором, чаще всего SJ, но может быть и другой шведский оператор или оператор из стран Европейского союза, те в свою очередь оказывают услуги. Соответственно билеты на региональные поездки продают власти округов, а движение по стране регулирует государство.
Железнодорожное движение контролирует государственное учреждение Шведская национальная железнодорожная администрация (швед. Banverket).

## Тяговый подвижной состав
- Электровоз Rapidlok
- Электровоз Rc
- Тепловоз T43
- Тепловоз T44

## Железнодорожные связи со смежными странами
- Дания — через Эресуннский мост проложена Эресуннская железная дорога с колеёй 1435 мм, изменение напряжения с 15 кВ на 25 кВ.
- Финляндия — между Хапарандой и Торнио, смена колеи с 1435 мм на 1524 мм.
- Германия — паром, 1435 мм.
- Норвегия — колея 1435 мм (три из четырех линий электрифицированы).
- Польша — паром, 1435 мм.

## Интересные факты
10 июня 2013 года машинисты некоторых электропоездов вышли на работу в женских юбках в знак протеста против запрета носить в жаркую погоду шорты, на что руководство компании посмотрело спокойно и претензий не высказало.